# Alessandro Rossi (doppiatore)
Ruggero Alessandro Rossi (Roma, 12 ottobre 1955) è un doppiatore, direttore del doppiaggio, dialoghista e attore italiano.

## Biografia
Ha esordito in teatro nel 1976 con la compagnia del Politecnico Teatro di Roma di cui ha fatto parte stabilmente fino al 1980 e lavorando successivamente per il Teatro di Roma, Orchestra Regionale del Lazio, Compagnia Giordana Zanetti, Teatro Stabile di Bolzano e varie altre compagnie italiane ed estere con cui ha partecipato a tournée in Canada, Francia e negli Stati Uniti.
Dotato di una voce profonda, nel 1983 si è avvicinato al doppiaggio, che è diventata la sua principale attività, arrivando a prestare abitualmente la voce a molti attori stranieri fra cui, stabilmente, Liam Neeson e Arnold Schwarzenegger e per aver prestato la voce anche a Samuel L. Jackson, Ving Rhames, Michael Clarke Duncan e Patrick Stewart in diverse significative interpretazioni. Ha inoltre doppiato, tra gli altri, Adrian Paul nel telefilm Highlander, Tobin Bell nella saga di Saw (nel ruolo di John Kramer/Jigsaw), Peter Weller e Robert Burke nella trilogia di Robocop, Rodrigo Santoro in 300 e 300 - L'alba di un impero (nel ruolo di Serse), Dolph Lundgren in Rocky IV e Creed II, al personaggio di Zapp Brannigan in Futurama e a Optimus Prime nella saga cinematografica Transformers.
Rossi è inoltre speaker di molti trailer  dalla metà degli anni novanta in poi, dopo la morte di Pino Locchi, per questo motivo è stato anche scelto da Paola Cortellesi come voce fuori campo per dei trailer fittizi mandati in onda all'interno del suo programma Nessundorma.
A partire dalla seconda metà degli anni novanta, oltre alla carriera da doppiatore, si è cimentato nella direzione del doppiaggio e sull'adattamento dei dialoghi, vincendo diversi premi. Ha, infatti, diretto il doppiaggio di molti film di successo, tra cui Zodiac, The Social Network, L'ora più buia, Il caso Spotlight e Spider-Man - Un nuovo universo.
Come attore ha preso parte al telefilm L'ispettore Coliandro, dove interpreta il ruolo del commissario De Zan, e a Suburra - La serie, la prima serie televisiva italiana prodotta da Netflix.
Nel luglio 2012 ha vinto il premio Leggio d'oro voce maschile dell'anno.

## Filmografia
- L'ispettore Coliandro – serie TV (2006-2021)
- Provaci ancora prof! – serie TV (2015)
- Suburra - La serie – serie TV (2017)
- È arrivata la felicità – serie TV (2017)
- Oltre la soglia – miniserie TV (2019)

## Radio
- Paracelso di Fabrizio De Rossi Re (opera, 1994)
- Chi ha ucciso William Shakespeare? di Francesca Draghetti (sceneggiato, 1999)
- Rasputin, Mason e Sovrintendende Van Reede in Mata Hari (sceneggiato, Rai Radio 2, 2003)
- Young in Bounty (sceneggiato, Rai Radio 2, 2004)

## Doppiaggio

### Film
- Liam Neeson in Suspect - Presunto colpevole, Diritto d'amare, Innocenza colposa, Vendesi miracolo, Schindler's List - La lista di Schindler, Michael Collins, Prima e dopo, Gun Shy - Un revolver in analisi, K-19, Gangs of New York, Kinsey, Batman Begins, Breakfast on Pluto, Caccia spietata, Le cronache di Narnia - Il principe Caspian, Le cronache di Narnia - Il viaggio del veliero, Io vi troverò, L'ombra del sospetto, L'ombra della vendetta - Five Minutes of Heaven, Chloe - Tra seduzione e inganno, After.Life, Scontro tra titani, A-Team, The Next Three Days, Unknown - Senza identità, The Grey, Battleship, La furia dei titani, Il cavaliere oscuro - Il ritorno, Taken - La vendetta, Third Person, Anchorman 2 - Fotti la notizia, Non-Stop, La preda perfetta - A Walk Among the Tombstones, Un milione di modi per morire nel West, Taken 3 - L'ora della verità, Run All Night - Una notte per sopravvivere, Ted 2, Il cacciatore e la regina di ghiaccio, Entourage, Silence, Sette minuti dopo la mezzanotte, L'uomo sul treno - The Commuter, The Silent Man, Widows - Eredità criminale, La ballata di Buster Scruggs, Un uomo tranquillo, Men in Black: International, Honest Thief, Blacklight, Un uomo sopra la legge, L'uomo dei ghiacci - The Ice Road, Memory, Retribution, L'ultima vendetta, Una pallottola spuntata
- Arnold Schwarzenegger in I gemelli, Atto di forza, Un poliziotto alle elementari, Terminator 2 - Il giorno del giudizio, Last Action Hero - L'ultimo grande eroe, Junior, L'eliminatore - Eraser, Batman & Robin, Giorni contati - End of Days, Il sesto giorno, Danni collaterali, Terminator 3 - Le macchine ribelli, Il tesoro dell'Amazzonia, Il giro del mondo in 80 giorni,  I mercenari 2, The Last Stand - L'ultima sfida, I mercenari 3, Sabotage, Contagious - Epidemia mortale, Terminator Genisys, Terminator - Destino oscuro
- Samuel L. Jackson in Spy, Il momento di uccidere, Il negoziatore, xXx, Ipotesi di reato, S.W.A.T. - Squadra speciale anticrimine, La tela dell'assassino, The Man - La talpa, xXx 2: The Next Level, Coach Carter, Il colore del crimine, 1408, La terrazza sul lago, Soul Men, The Spirit, I poliziotti di riserva, Fury, xXx - Il ritorno di Xander Cage, Shaft
- Ving Rhames in Out of Sight, Mission: Impossible, Mission: Impossible 2, Animal - Il criminale, Mission: Impossible III, Indagini sporche, Il mondo dei replicanti, Final Fantasy: The Spirits Within, Mission: Impossible - Protocollo fantasma, Una scuola per Malia, Mission: Impossible - Rogue Nation, 2 gran figli di..., Mission: Impossible - Fallout, Mission: Impossible - Dead Reckoning, Mission: Impossible - The Final Reckoning
- Michael Clarke Duncan in Il miglio verde, FBI: Protezione testimoni, Il Re Scorpione, Daredevil, Sin City, Ricky Bobby - La storia di un uomo che sapeva contare fino a uno, Mimzy - Il segreto dell'universo, A casa con i miei, Lanterna Verde
- Patrick Stewart in Lady Jane, Generazioni, Primo contatto, Star Trek - L'insurrezione, Star Trek - La nemesi, Ipotesi di complotto, Gunmen - Banditi, Masterminds - La guerra dei geni
- Dolph Lundgren in Rocky IV, Arma non convenzionale, I nuovi eroi, Fermate ottobre nero, Johnny Mnemonic, The Defender, Aquaman, Creed II, Castle Falls, Sezione 8, Aquaman e il regno perduto
- Tobin Bell in Saw - L'enigmista, Saw II - La soluzione dell'enigma, Saw III - L'enigma senza fine, Saw IV, Saw V, Saw VI, Saw 3D - Il capitolo finale, Saw Legacy, Saw X
- John Goodman in L'ultima battuta, Seduzione pericolosa, Stella, Matinee, Voglio la luna, Fratello, dove sei?
- Randy Quaid in Scappiamo col malloppo, Giorni di tuono, Cronisti d'assalto, Il giorno in cui il mondo finì, Pioggia infernale, La moglie del campione, The Ice Harvest
- Laurence Fishburne in Giardini di pietra, Aule turbolente, Boyz n the Hood - Strade violente, Assault on Precinct 13, Bobby, Blindato
- Peter Cullen in Transformers, Transformers - La vendetta del caduto, Transformers 3, Transformers 4 - L'era dell'estinzione, Transformers - L'ultimo cavaliere, Bumblebee, Transformers - Il risveglio
- Mike Starr in Il migliore, Nato il quattro luglio, Billy Bathgate - A scuola di gangster, Guardia del corpo, Sfida tra i ghiacci, James e la pesca gigante
- Dennis Haysbert in Due sconosciuti, un destino, Navy Seals - Pagati per morire, Il tredicesimo piano, Destini incrociati, Sin City - Una donna per cui uccidere
- Ron Perlman in Conan the Barbarian, Pacific Rim, Percy Jackson e gli dei dell'Olimpo - Il mare dei mostri, Asher, Monster Hunter
- Hulk Hogan in Cose dell'altro mondo, Thunder in Paradise, Lo stile del dragone, I Muppets venuti dallo spazio
- Josh Brolin in The Avengers, Guardiani della Galassia, Avengers: Age of Ultron, Avengers: Infinity War, Avengers: Endgame
- Ted Levine in The Mangler - La macchina infernale, Bullet, Evolution, Memorie di una geisha
- Delroy Lindo in Una vita esagerata, Malcolm X, Le regole della casa del sidro, Da 5 Bloods - Come fratelli, I peccatori
- Clancy Brown in Highlander - L'ultimo immortale, Starship Troopers - Fanteria dello spazio, Warcraft - L'inizio
- George Wendt in Un poliziotto al college, Gung Ho, Space Truckers, Indiziato di reato - Guilty by Suspicion
- John Amos in Due occhi diabolici, Il vincitore, Il dottor Dolittle 3
- Thomas F. Wilson in Ritorno al futuro, Ritorno al futuro - Parte II, Ritorno al futuro - Parte III
- Lou Ferrigno in L'uomo d'acciaio, L'incredibile Hulk
- Peter Weller in RoboCop, RoboCop 2
- Robert John Burke in RoboCop 3, Tra cielo e terra
- Raúl Juliá in Il dittatore del Parador in arte Jack, Presunto innocente
- Wesley Snipes in Mo' Better Blues, Sol levante
- David Hemblen in Corto circuito 2, Maximum Risk
- Michael Rooker in Cliffhanger - L'ultima sfida, La metà oscura
- Ernie Hudson in Fuga da Absolom, The Watcher
- Robert Wagner in Dragon - La storia di Bruce Lee, Overdrive - Tre vite in gioco
- Keith David in Always - Per sempre, Pronti a morire
- Joe Don Baker in 007 - Zona pericolo, Cape Fear - Il promontorio della paura
- Sonny Landham in Sorvegliato speciale, Il tempio di fuoco
- Courtney B. Vance in Caccia a Ottobre Rosso, La mummia
- Richard Jenkins in The Core, Il caso Spotlight
- Christopher Lee ne Il ritorno dei tre moschettieri, Alice in Wonderland
- Adrian Paul in Armate per uccidere, Highlander: Endgame
- Stephen Fry in Il vento nei salici, Gosford Park
- Wendell Pierce in Sleepers, The Fighting Temptations
- Yaphet Kotto in Nightmare 6 - La fine, Ladri per amore
- Brian Thompson in Cobra, Mortal Kombat - Distruzione totale
- Richard Masur in Papà, ho trovato un amico, Il mio primo bacio
- Rodrigo Santoro in 300, 300 - L'alba di un impero
- Richard Crenna in Rambo III, Il segreto del mare
- Dan Aykroyd in Pearl Harbor
- Mel Gibson in Due padri di troppo
- Peter Capaldi in World War Z
- Gregg Henry in Jason Bourne
- Ray Porter in Zack Snyder's Justice League
- John Malkovich in Art School Confidential - I segreti della scuola d'arte
- Morton Downey Jr. in Passione fatale 2
- Kabir Bedi in Octopussy - Operazione piovra
- Matthew McGrory in Big Fish - Le storie di una vita incredibile
- Kevin Sorbo in Kull il conquistatore
- Denzel Washington in Glory - Uomini di gloria
- Patrick Swayze in Vendetta trasversale
- Frankie Faison in Highwaymen - I banditi della strada
- Nicholas Mele in Nightmare 4 - Il non risveglio
- Tom Arnold in Animal Factory
- William H. Macy in Spartan
- Morgan Freeman in Fuori dal tunnel
- Kevin Durand in Il regno del pianeta delle scimmie
- Dennis Rodman in Double Team - Gioco di squadra
- Bill Duke in Ferite mortali
- Chevy Chase in Poliziotti a domicilio
- Russell Crowe in Fino alla fine
- Patrick Warburton in Underdog - Storia di un vero supereroe
- Fred Tatasciore in Come d'incanto
- Richard Ridings in Chi ha incastrato Roger Rabbit
- Brad Garrett in Missione tata
- Robert Ridgely in Philadelphia
- Bill Cobbs in Air Bud - Campione a quattro zampe
- Jeff Garlin in L'asilo dei papà
- Eric Bright in Natale a New York
- Phil Hartman in Appuntamento al buio
- Avery Brooks in American History X
- James Earl Jones in Cambia la tua vita con un click
- Chris Parnell in Il dittatore
- Geno Segers in Viaggio a Betlemme
- Frank Adonis in Quei bravi ragazzi
- Afemo Omilami in Forrest Gump
- Bruce Bahrenburg in C'era una volta in America
- Charles Grodin in Prima di mezzanotte
- Jamey Sheridan in Lettere d'amore
- Dennis Watlington in Il cacciatore
- Joe Morton in Le verità nascoste
- James Russo in Non siamo angeli
- Julian Sands in Aracnofobia
- Kevin Nash in L'altra sporca ultima meta, Io e Lulù
- William Devane in Stargate: Continuum
- Bobby Rhodes in Dèmoni 2... L'incubo ritorna
- Jim Carter in Wonka
- Naheem Garcia in Challengers

### Film d'animazione
- Freccia ne L'incantesimo del lago, L'incantesimo del lago 2 - Il segreto del castello, L'incantesimo del lago 3 - Lo scrigno magico
- Dr. Joshua Dolce in Atlantis - L'impero perduto, Atlantis - Il ritorno di Milo
- Tug in Koda, fratello orso, Koda, fratello orso 2
- Batou in Ghost in the Shell 2 - Innocence, Ghost in the shell (secondo doppiaggio)
- Chug in Planes, Planes 2 - Missione antincendio
- Grande Aquila in Angry Birds - Il film, Angry Birds 2 - Nemici amici per sempre
- Voce narrante in Spriggan, L'isola dei cani
- Capo Becco Saggio e Narratore in Free Birds - Tacchini in fuga
- Eracle in Arion
- Den in Heavy Metal
- Bongo il gorilla in Chi ha incastrato Roger Rabbit
- Sergente Ryan Whittaker in Final Fantasy
- Pero in Metropolis
- Jack-2 in Tekken - The Animation
- Spirito del Natale presente in Canto di Natale - Il film
- Diego in El Cid - La leggenda
- Fred Bedderhead in The Country Bears - I favolorsi
- Victor (parte cantata) ne Il gobbo di Notre Dame II
- Bruto in Alla ricerca di Nemo
- Dritto in Sinbad - La leggenda dei sette mari
- Junior il bisonte in Mucche alla riscossa
- Uto in Tarzan 2
- Capo Vespa in Ant Bully - Una vita da formica
- Arnold Schwartzenhummer in Cars - Motori ruggenti
- Ian in Boog & Elliot - A caccia di amici, Boog & Elliot 2, Boog & Elliot 3, Boog & Elliot 4 - Il mistero della foresta
- Foca Leopardo in Happy Feet
- Presidente Arnold Schwarzenegger ne I Simpson - Il film
- Auguste Gusteau in Ratatouille
- Ken in Bee Movie
- AUTO in WALL•E
- Titan in Space Chimps - Missione spaziale
- Verminaard in Dragonlance
- Brogan in Shrek e vissero felici e contenti
- Winston in Alpha and Omega
- Re Pirata in Pirati! Briganti da strapazzo
- Wilbur in Bigfoot Junior
- Terrafirminator in Gnomeo e Giulietta
- Generale Hologramma in Ralph Spaccatutto
- Surly in Dino e la macchina del tempo
- Pilota in Hotel Transylvania
- Buster in Sansone
- Shere Khan ne Il libro della giungla
- Ira in Nel paese delle creature selvagge
- Frusta in Turbo
- Agamennone in Mr. Peabody e Sherman
- Briareos Hechatoncheiros in Appleseed Alpha
- Clarus Amicitia in Kingsglaive: Final Fantasy XV
- Cowen in Getter Robot - The Last Day
- Zozi in Bartok il magnifico
- Drake in Hubie all'inseguimento della pietra verde
- Il ranocchio Guglielmo in Jungle Jack - Il grande film del piccolo Ugo!
- Carl in Nome in codice: Brutto Anatroccolo 2
- Andreas Darlton in Code Geass: Lelouch of the Rebellion
- Rufus 3000 in Kim Possible - Viaggio nel tempo
- Carface Carruthers in Le nuove avventure di Charlie
- Castoro Grigio in Zanna Bianca
- Norman Osborn/Green Goblin in Spider-Man - Un nuovo universo
- Kraken in Deep - Un'avventura in fondo al mare
- Signor Dinkles in Trolls World Tour
- Nettlebrand in Il Drago Argentato
- Geronimo Jr. / Cyborg 005 in Cyborg 009 vs Devilman
- Raoul in Ken il guerriero (ridoppiaggio 2024)
- Buffalo Belzer in Wendell & Wild
- Otto in Garfield - Una missione gustosa
- Fulmine in Il robot selvaggio

### Serie televisive
- Ron Perlman ne I magnifici sette, The Blacklist, La verità sul caso Harry Quebert
- Guillermo Ferran in Marilena, La signora in rosa, La ragazza del circo
- Patrick Stewart in Star Trek: The Next Generation, Star Trek: Picard
- Alberto Marín in Topazio, Primavera
- John de Lancie,[3] Cary-Hiroyuchi Tagawa e Tom Butler in Stargate SG-1
- Dan Lauria e Timothy Bass in Dalla Terra alla Luna
- John Amos in Hunter
- Juan Echanove in Paso adelante
- Dolph Lundgren in L'inchiesta, Chuck, Arrow
- Michael Clarke Duncan in Chuck
- John McCalmont in Fatti a fette
- Adrian Paul in Highlander
- Julian Christopher in Flashpoint (stagione 4, episodio 2)
- Guillermo Ferran in La ragazza del circo
- Otávio Augusto in Giungla di cemento
- Nonso Anozie in Sweet Tooth
- Arnold Schwarzenegger in FUBAR
- Yaphet Kotto in Homicide

### Serie animate
- Dr. Joshua Dolce in Team Atlantis
- Nick Fury in Ultimate Spider-Man, Hulk e gli agenti S.M.A.S.H., Avengers Assemble
- Demitri Maximoff in Night Warriors: Darkstalkers' Revenge
- Zapp Brannigan, Testa di Leonard Nimoy, Spalmatrice e Dio in Futurama[4]
- Golia e Thailog in Gargoyles - Il risveglio degli eroi
- Jerome e Liam Neeson (ep. 13x17) ne I Griffin
- Grande Inquisitore in Star Wars Rebels
- Maestro Splinter in Teenage Mutant Ninja Turtles - Tartarughe Ninja
- Falkor in La storia infinita
- Ryuk in Death Note
- Blood in Trigun
- Hector in Lo straordinario mondo di Gumball
- Shere Khan in House of Mouse - Il Topoclub
- Bill Cosby/BSM 471 in South Park (episodio 4x13)
- Mr. Maellard in Regular Show (2° doppiaggio)
- Bem in Bem (2ª edizione)
- Dio (ep. 30.3) ne I Simpson
- Jenkins in Charlotte (2ª edizione)
- Imperatore in Dark Crystal - La resistenza
- Ezechiele Lupo ne Il meraviglioso mondo di Topolino
- Damien Darkblood in Invincible
- Toros Bulba in DuckTales
- Rhino in The Spectacular Spider-Man
- Il pirata rosso in Leo da Vinci

### Videogiochi
- Dio in Mosé - Il profeta della libertà[5] (1996)
- Sulley in Monsters & Co. A chi urla più forte (2001), Monsters & Co. L'Isola dello Spavento (2002)
- Dr. Joshua Dolce in Atlantis - L'impero perduto (2001)
- Bruto in Alla ricerca di Nemo (2003)[6] e Disneyland Adventures[7] (2011)
- Luther Stickel in Mission Impossible - Operation Surma (2003)[8]
- Tug in Koda, fratello orso (2004)
- T-800 in Terminator 3: The Redemption (2004)
- Grom Malogrido in World of Warcraft (2004)
- Ra's al Ghul in Batman Begins (2005)[9]
- Aslan il leone ne Le cronache di Narnia - Il leone, la strega e l'armadio (2005)[10]
- Auto in Wall•E (2008)[11]
- Consigliere militare del giocatore in Total War: Rome II (2013)
- Nick Fury in Disney Infinity 2.0 (2014)[12]
- Optimus Prime in Fortnite Battle Royale (2017)[13]
- Terminator T-800 nel dlc di Mortal Kombat 11 (2019)
- Dexter DeShawn in Cyberpunk 2077 (2020)[14]

### Pubblicità
- Spot TV Vigorsol, Pneumatici Michelin, Jurassic World e altri.

### Programmi televisivi
- voce dei trailer di Nessundorma
- voce narrante in Hollywood Justice (Fox Life, dal 2005) e Apocalypse - La Seconda Guerra Mondiale (Rete 4, 2010)

## Riconoscimenti
- Al Romics 2008 ha vinto il premio miglior doppiaggio per aver diretto (insieme a Simone Mori) la serie televisiva Criminal Minds.
- Al Romics 2009 ha vinto il premio come miglior voce maschile di un cartone animato per il doppiaggio di Ryuk in Death Note, attribuito dal pubblico.
- Anello d'oro a Voci nell'Ombra 2011 come direttore del doppiaggio di Another Year.
- Nel 2012 al Leggio d'oro ad Alghero, riceve il premio come voce maschile dell'anno.
- Anello d'oro a Voci nell'ombra 2015 come dialoghista de La famiglia Belier.
- Anello d'oro a Voci nell'ombra 2021 come dialoghista di The Father - Nulla è come sembra.